# Perditorulus unispinus
Perditorulus unispinus är en stekelart som beskrevs av Christer Hansson 1996. Perditorulus unispinus ingår i släktet Perditorulus och familjen finglanssteklar. Inga underarter finns listade i Catalogue of Life.